# Dezider Kardoš
Pour les articles homonymes, voir Kardos (homonymie).
Dezider Kardoš (né le 23 décembre 1914 à Nadlice, en Slovaquie, et mort à Bratislava le 18 mars 1991) est un compositeur et enseignant slovaque du XXe siècle.

## Œuvres

### Musique de chambre
- Quatuor à cordes no. 1, op. 3 (1936)
- Quatuor à cordes no. 2, op. 38 (1966)
- Quatuor à cordes no. 3, op. 49 (1978)
- Quatuor à cordes no. 4, op. 54 (1985)
- Quatuor à cordes no. 5, op. 58 (1991)
- Concert pour quintette d'instruments à vent, op. 47 (1977)
- Quintette pour cinq instruments à vent, op.6 (1938, rev. 1978)
- Musica rustica slovaca (1979)